# Lobo-terrível
O lobo-terrível ou lobo pré-histórico (Aenocyon dirus) é uma espécie extinta de canídeo que era nativa das Américas durante as épocas do Pleistoceno Superior e do Holoceno Inicial (entre 125 000 e 10 000 anos atrás). A espécie foi nomeada em 1858, quatro anos após o primeiro espécime ter sido encontrado. Duas subespécies são reconhecidas: Aenocyon dirus guildayi e Aenocyon dirus dirus. A maior coleção de seus fósseis foi obtida nos poços de piche de Rancho La Brea, em Los Angeles.
Restos de lobos terríveis foram encontrados em uma ampla variedade de habitats, incluindo planícies, pastagens e algumas áreas montanhosas com florestas da América do Norte, além da savana árida da América do Sul. Os sítios variam em altitude, desde o nível do mar até 2.255 metros. Fósseis de lobos terríveis raramente foram encontrados ao norte da latitude 42°N; há apenas cinco registros não confirmados acima dessa latitude. Acredita-se que essa limitação de alcance se deva a restrições de temperatura, disponibilidade de presas ou habitat impostas pela proximidade das geleiras Laurentide e Cordilleran, que existiam na época.
O lobo terrível tinha aproximadamente o mesmo tamanho das maiores formas modernas de lobo-cinzento (Canis lupus), como o lobo de Yukon e o lobo do noroeste. O A. d. guildayi pesava em média 60 kg, e o A. d. dirus, cerca de 68 kg. Seu crânio e dentição eram semelhantes aos do C. lupus, mas seus dentes eram maiores e com maior capacidade de corte, e sua força de mordida nos dentes caninos era mais forte do que qualquer espécie conhecida de Canis. Essas características são consideradas adaptações para caçar megaherbívoros do Pleistoceno Superior; na América do Norte, sabe-se que suas presas incluíam cavalos ocidentais, preguiças gigantes, mastodontes, bisões antigos e camelops. Os lobos terríveis viveram até cerca de 10.000 anos atrás, de acordo com restos datados. Sua extinção ocorreu durante o evento de extinção do Quaternário, desaparecendo junto com suas principais presas; sua dependência de megaherbívoros tem sido proposta como a causa da extinção, juntamente com mudanças climáticas, competição com outras espécies ou uma combinação desses fatores.

## Taxonomia

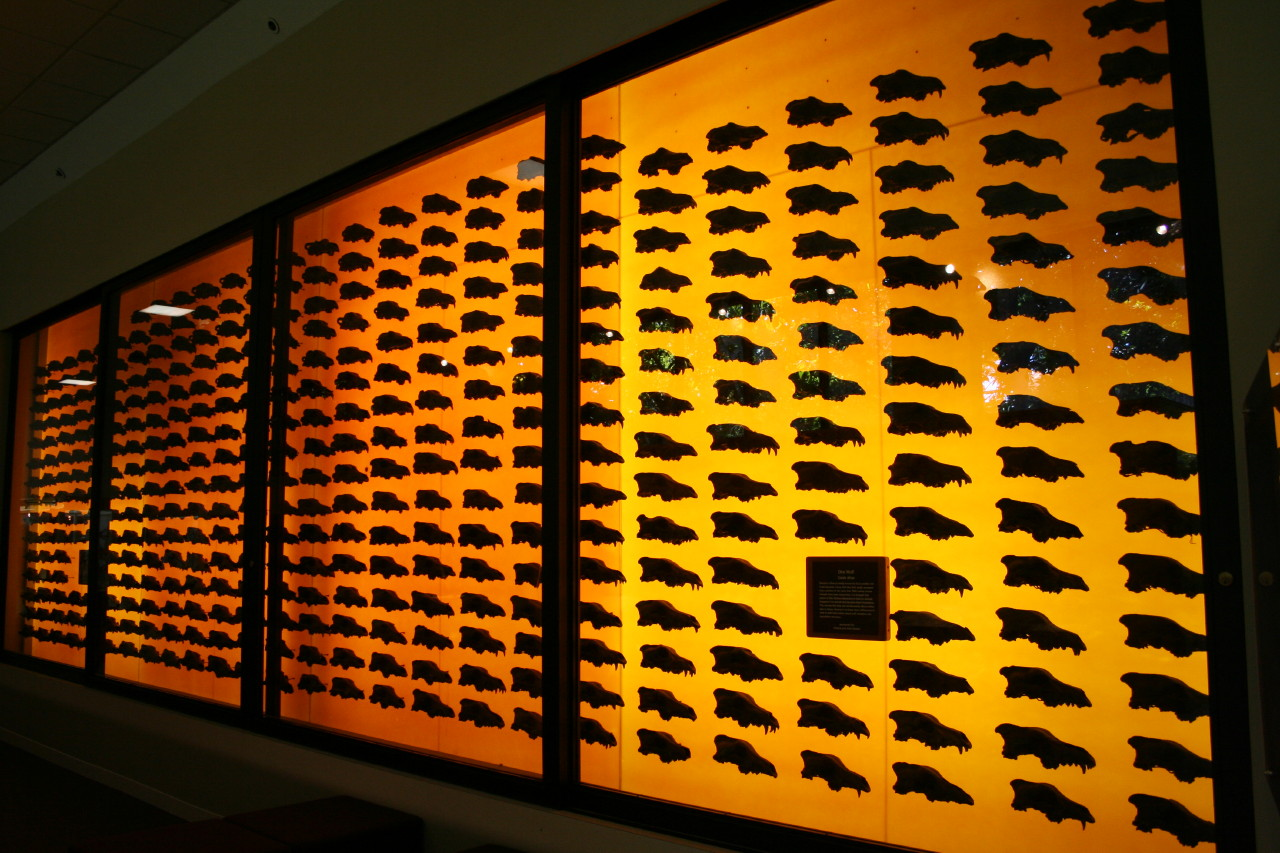
Exposição no Museu Page de 404 crânios de lobos gigantes encontrados nos poços de piche de La Brea.

O lobo terrível (Aenocyon dirus) é uma espécie canina extinta que viveu nas Américas durante as épocas do Pleistoceno Superior e do Holoceno Inferior. O primeiro fóssil atribuído a essa espécie foi um osso da mandíbula descoberto em 1854 perto de Evansville, Indiana, por Joseph Granville Norwood e Francis A. Linck. Inicialmente, em 1858, o paleontólogo Joseph Leidy o nomeou Canis dirus. Com o tempo, diversos fósseis levaram a múltiplas denominações, como Canis primaevus, Canis indianensis e Canis mississippiensis. Em 1918, John Campbell Merriam propôs reclassificar o lobo terrível em um novo gênero, Aenocyon, que significa "lobo terrível", mas essa sugestão não foi amplamente aceita na época.
Durante grande parte do século XX, o lobo terrível foi classificado dentro do gênero Canis, que inclui os lobos modernos, cães e coiotes. No entanto, estudos genéticos recentes revelaram diferenças significativas entre os lobos terríveis e essas espécies. Em 2021, uma análise abrangente do DNA do lobo terrível indicou que eles divergiram de outros caninos há cerca de 5,7 milhões de anos, sugerindo que representam uma linhagem distinta. Essa evidência genética apoia a proposta anterior de Merriam, levando à reclassificação do lobo terrível no gênero Aenocyon.

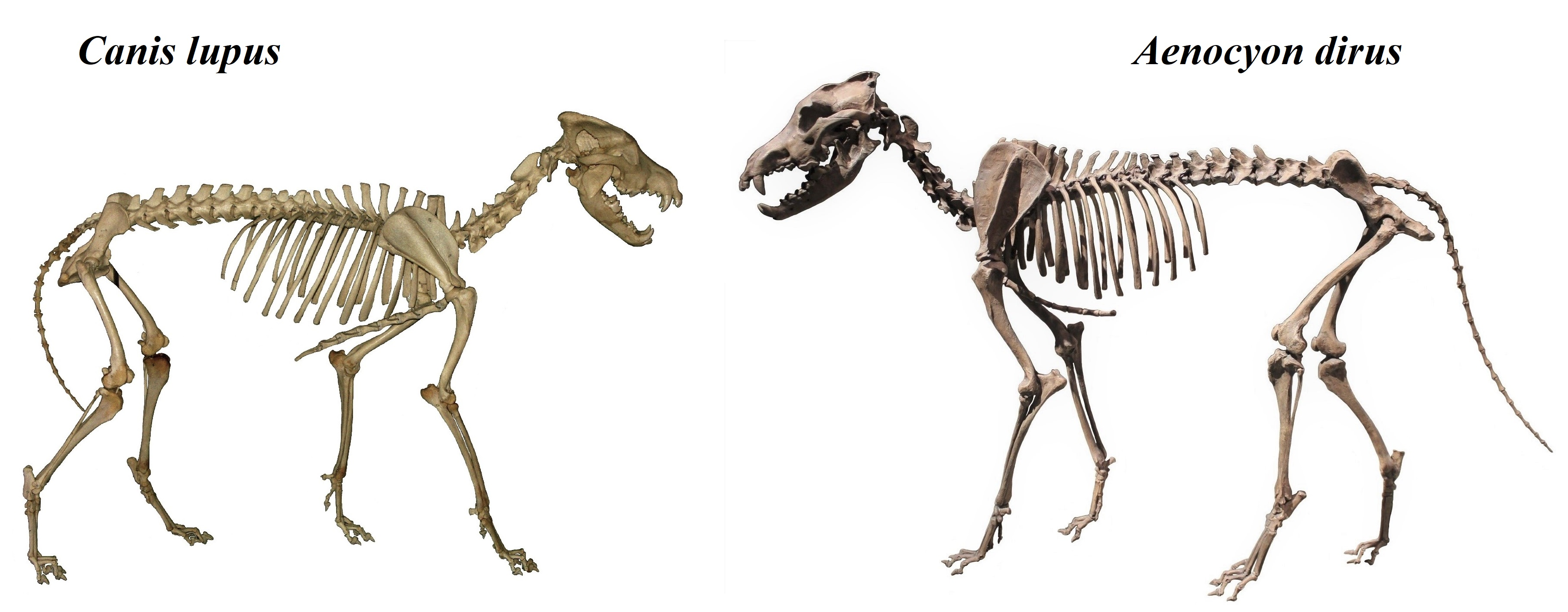
Esqueleto de lobo cinzento (à esquerda) comparado com o esqueleto de um lobo terrível.

Duas subespécies do lobo terrível foram identificadas com base em diferenças morfológicas: Aenocyon dirus guildayi e Aenocyon dirus dirus. O A. d. guildayi é caracterizado por membros mais curtos e dentes mais longos, enquanto A. d. dirus possui membros mais longos e dentes mais curtos. Essas distinções sugerem adaptações a diferentes ambientes e estratégias de caça.
A reclassificação do lobo terrível em seu próprio gênero destaca seu caminho evolutivo único, separado de outros caninos norte-americanos. Essa distinção enfatiza o papel do lobo terrível como um predador significativo nos ecossistemas pré-históricos e ressalta a diversidade da família Canidae durante aquela era.

## Descrição

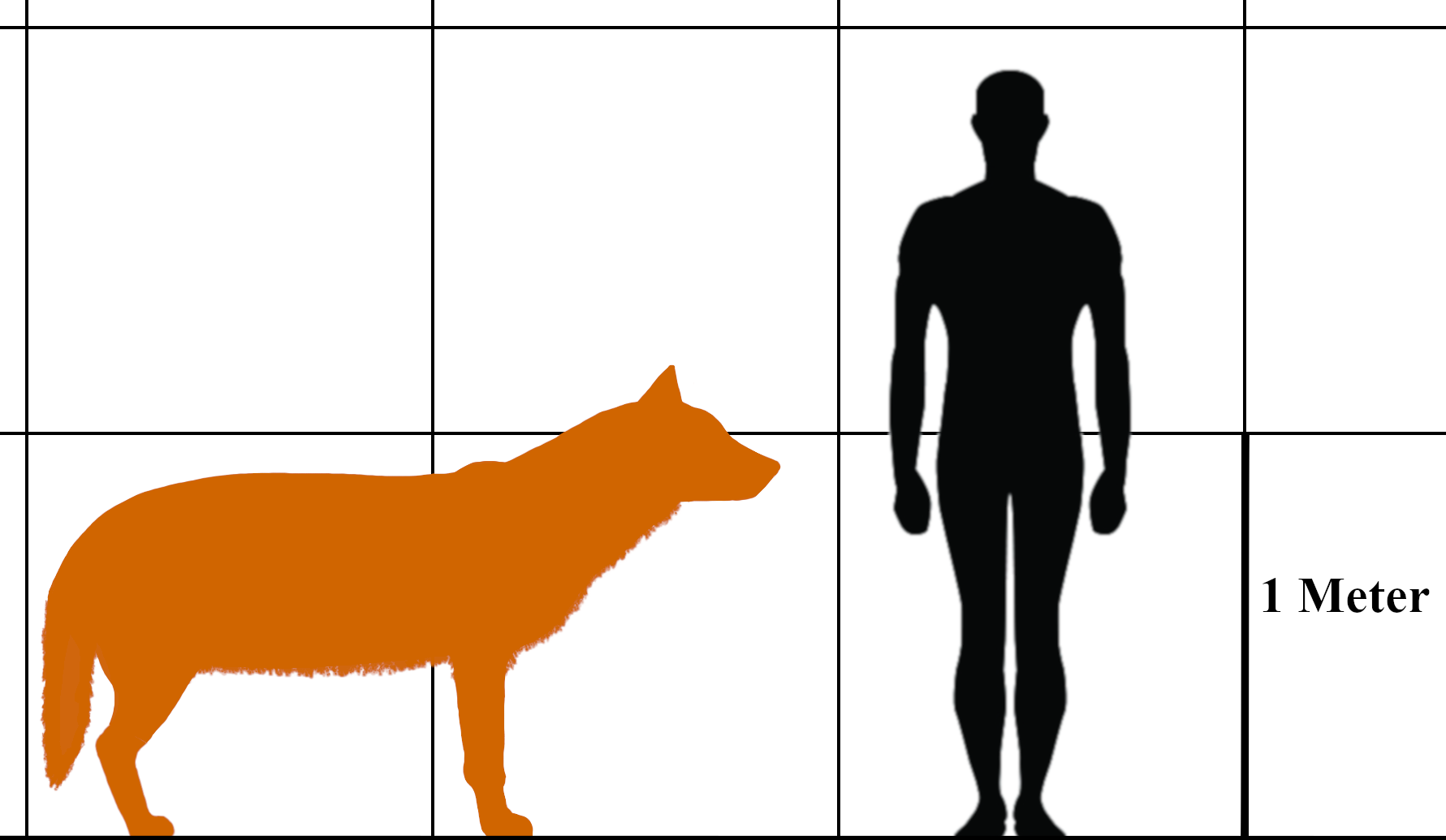
Comparação de tamanho com um humano.

O Aenocyon dirus tinha um tamanho comparável ao dos maiores lobos-cinzentos modernos, como os lobos do Yukon e do noroeste da América do Norte. A subespécie A. d. guildayi pesava em média cerca de 60 kg (132 libras), enquanto a A. d. dirus era ligeiramente mais pesada, com uma média de aproximadamente 68 kg (150 libras). Embora seu crânio e dentição se assemelhassem aos do Canis lupus, o lobo terrível possuía dentes maiores, com capacidade de corte mais desenvolvida, e uma força de mordida mais potente nos caninos do que qualquer espécie conhecida de Canis. Acredita-se que essas adaptações tenham sido vantajosas para a caça de megaherbívoros do período Pleistoceno Superior.

## Adaptação

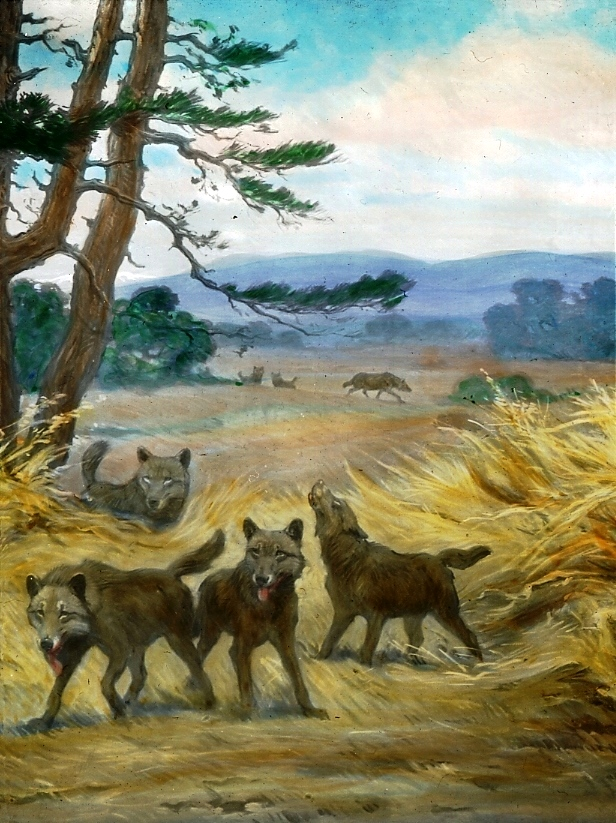
Restauração de uma matilha em Rancho La Brea por Charles R. Knight, 1922.

O Lobo terrível era um predador especializado na caça de grandes herbívoros do Pleistoceno, como cavalos selvagens, bisões-antigos, camelos pré-históricos e até mesmo filhotes de mamutes e mastodontes. Sua dieta era focada em presas robustas, o que exigia não apenas força, mas também estratégia. Estudos sugerem que, assim como os lobos modernos, eles provavelmente caçavam em matilhas, usando táticas de perseguição e emboscada para abater animais muito maiores do que eles. Fósseis encontrados em breias asfálticas, como as de La Brea, nos Estados Unidos, mostram que esses lobos frequentemente se alimentavam de carcaças presas no asfalto natural, mas também atacavam animais vivos, aproveitando-se de presas incapacitadas.

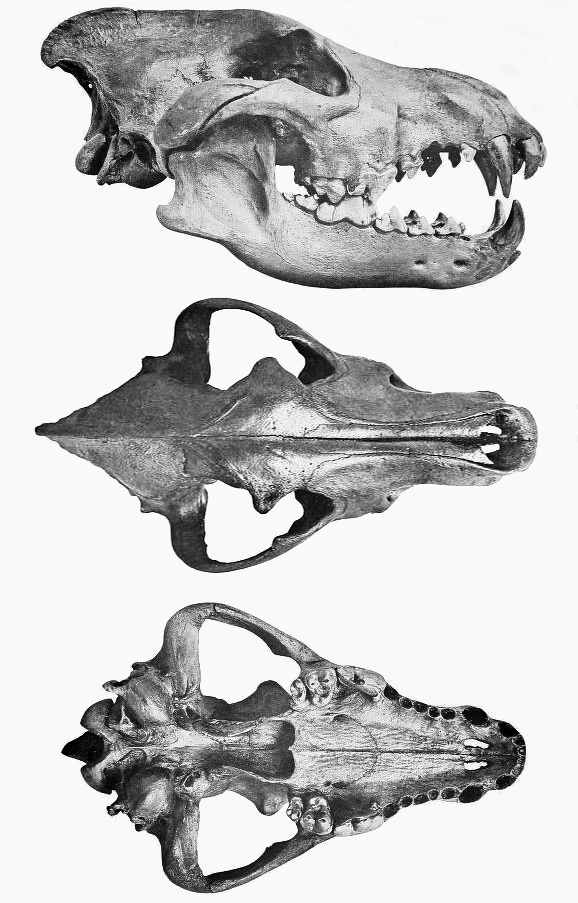
Um crânio de um Canis dirus.

Sua dentição era uma das mais impressionantes entre os canídeos, com caninos robustos, pré-molares alongados e uma mordida extremamente poderosa—cerca de 129% mais forte que a do lobo-cinzento moderno. Os dentes do Lobo Terrível eram adaptados para cortar carne e esmagar ossos, indicando que eles não apenas matavam suas presas, mas também consumiam grandes quantidades de tecido muscular e medula óssea. Essa característica sugere que eles competiam com outros grandes predadores, como tigres-dentes-de-sabre e leões-americanos, por recursos escassos durante as eras glaciais. Curiosamente, seus dentes desgastados em muitos fósseis indicam que eles frequentemente roíam ossos, talvez em períodos de escassez de presas vivas.
Ao contrário dos lobos modernos, que perseguem presas em longas distâncias, o Lobo Terrível provavelmente dependia mais de emboscadas e ataques brutais, usando sua massa muscular e mandíbulas potentes para imobilizar a caça rapidamente. Suas patas eram proporcionalmente mais curtas que as dos lobos atuais, indicando que não eram corredores de resistência, mas sim caçadores de explosão, adaptados a investidas curtas e decisivas. Essa especialização pode tê-lo condenado quando as mudanças climáticas e a extinção dos megaherbívoros reduziram suas fontes de alimento. No fim, sua dependência de presas grandes e sua falta de adaptabilidade—em contraste com a versatilidade do lobo-cinzento—foram fatores cruciais para seu desaparecimento há cerca de 9.500 anos.

## Extinção

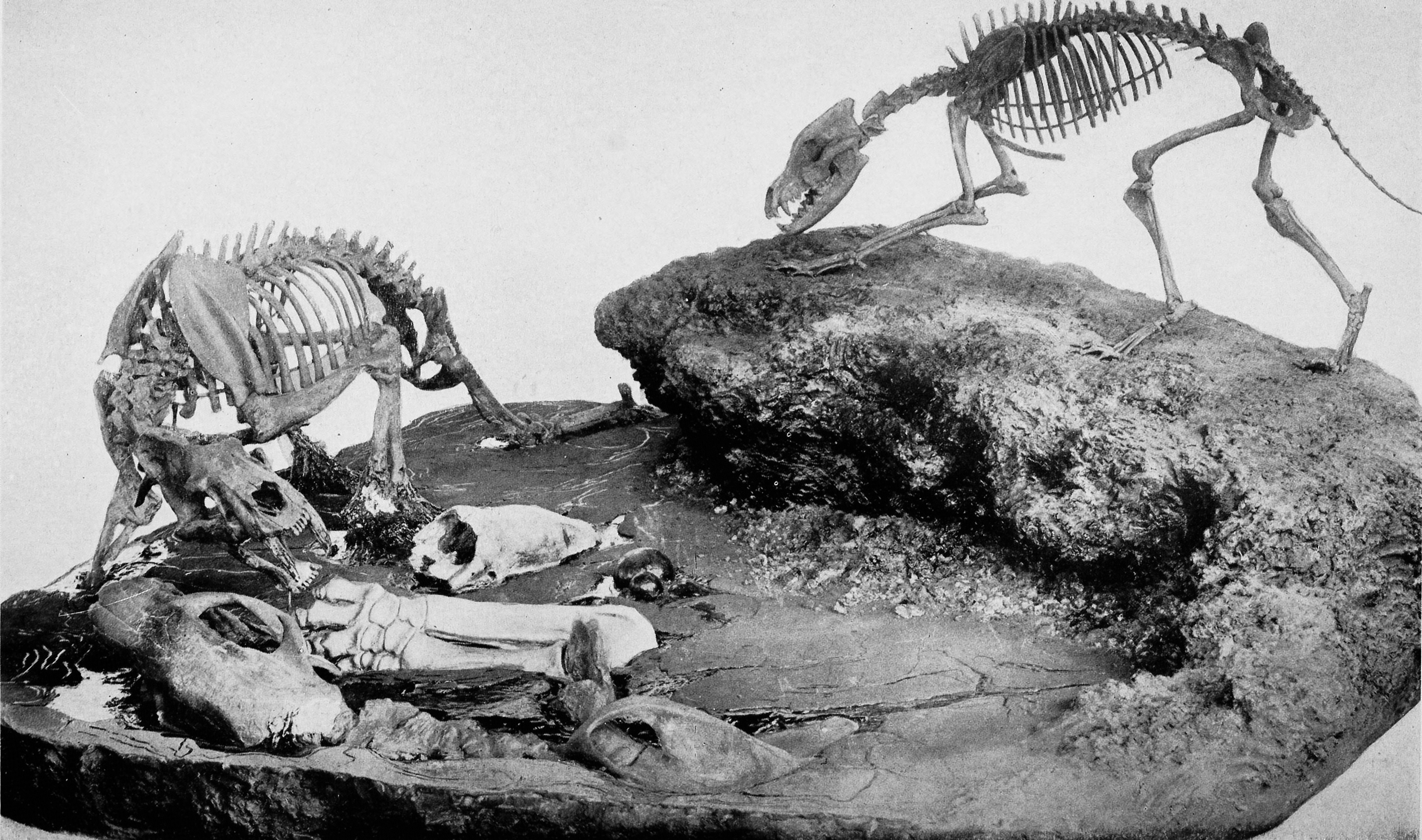
Esqueletos montados de Smilodon e lobo-gigante perto de ossos de preguiça-gigante.

O Aenocyon dirus foi extinto há aproximadamente 9.500 anos, principalmente devido a uma combinação de mudanças climáticas no final da Era do Gelo e o desaparecimento de suas presas preferenciais, os grandes herbívoros do Pleistoceno, como bisões-antigos, cavalos selvagens e mamíferos de grande porte. Sua especialização em caçar animais robustos, somada a uma possível competição com outros predadores (como humanos e lobos-cinzentos mais versáteis), limitou sua capacidade de adaptação quando o ecossistema mudou. Ao contrário do lobo moderno, que conseguiu diversificar sua dieta e se espalhar por diferentes habitats, o Lobo Terrível, com seu corpo massivo, patas curtas e dependência de presas grandes, não sobreviveu à escassez de alimento e às transformações ambientais que marcaram o fim da última glaciação.

## Suposta de-extinção

### Dire Wolf Project
O primeiro esforço de recriar o lobo-terrível ou (mais precisamente) o fenótipo dele foi o Dire Wolf Project, um programa administrado por Lois Schwarz, da American Alsatian Breeders Association, que começou em 1988 com o objetivo de criar cães seletivamente para apresentar uma aparência de lobo-terrível e vendê-los a donos particulares. No entanto, este projeto não se baseia em método científico, e os cães são selecionados puramente por motivos estéticos e práticos, com a jornalista da Wired, Rachel Edidin, observando: "A própria Schwarz admite que a reconstrução na qual ela está baseando a pelagem e a estatura da raça são mais desejosas e orientadas pela fantasia do que científicas, correspondendo mais às necessidades de possíveis donos do que a fatos pré-históricos". Os cães foram originalmente produzidos pelo cruzamento de pastores alemães e malamutes do Alasca, com mastins ingleses e grandes Pirineus adicionados para massa e proporções, akitas para orelhas mais curtas e wolfhounds irlandeses para altura e comprimento. O resultado final do Dire Wolf Project foi a raça de cachorro denominada alsaciano americano.

### Colossal Biosciense
Em 7 de abril de 2025, a startup Colossal Biosciense anunciou ter trazido de volta à vida três exemplares da espécie, os irmãos Romulus e Remus, e a irmã Khaleesi, criados a partir de edição genética. Os cientistas da Colossal analisaram o genoma do lobo pré-histórico, extraído de duas amostras antigas – um dente de 13 000 anos e um osso de orelha de 72 000 anos. Após comparar os genomas de lobos cinzentos e lobos pré-históricos para identificar as diferenças genéticas responsáveis pelas características distintivas do lobo pré-histórico, a Colossal fez edições no código genético do lobo cinzento para replicar essas características. Cães domésticos foram usados como mães de aluguel para os filhotes. A Colossal afirmou que essas pequenas modificações genéticas efetivamente revivem os lobos terríveis como espécie, embora "nenhum DNA antigo de lobo terrível tenha sido realmente inserido no genoma do lobo cinzento".
Especialistas independentes discordaram da afirmação da Colossal Biosciences de que esses animais são lobos terríveis revividos, explicando que os animais são apenas versões funcionais do animal extinto e são híbridos de lobos cinzentos geneticamente modificados. O paleogeneticista Nic Rawlence observou que o DNA antigo do lobo terrível está extremamente fragmentado para criar um clone biológico e que os lobos terríveis divergiram dos lobos cinzentos entre 2,5 e 6 milhões de anos atrás. Ele também criticou como a empresa fez apenas 20 alterações em apenas 14 genes para considerá-lo um lobo terrível e expressou preocupação com esse projeto passando uma mensagem errada sobre a conservação da biodiversidade. Jeremy Austin, diretor do Australian Centre for Ancient DNA, afirmou que esses animais geneticamente modificados "não são lobos terríveis sob nenhuma definição de espécie já feita", contestando a definição de espécie fenotípica usada por Beth Shapiro, diretora científica da Colossal Biosciences, e argumentou que existem centenas de milhares de diferenças genéticas entre lobos terríveis e lobos cinzentos. Ele também questionou se os supostos lobos terríveis ainda teriam um lugar ecológico no mundo moderno ou se tornariam apenas animais de zoológico.